# Sonderkommando (veldfunctie)
Een Sonderkommando (in veldfunctie) was een team van Duitse militairen of geheim agenten dat op speciaal bevel van de nazi-top opdrachten uitvoerde. Het bekendst werden de SS-Sonderkommandos die samen met de Einsatzgruppen opereerden. 
De functie van Sonderkommando was gebaseerd op persoonlijke richtlijnen van Adolf Hitler. 
Sonderkommandos (in veldfunctie) waren kleine teams van de SS die tijdens de Tweede Wereldoorlog eerst enkel in Oost-Europa, later ook in Zuid-, Noord- en West-Europa, achter de Duitse linies op jacht gingen naar vijanden van het Duitse volk die geliquideerd dienden te worden: de politieke en etnische tegenstanders, te weten:
1. 'Untermenschen' , zoals Joden, zigeuners en andere personen die veraf stonden van het als ideale ras beschouwde Ariërs;
2. landlopers
3. politieke commissarissen van de Communistische Partij van de Sovjet-Unie
4. de intelligentsia van de bezette landen.

Er werden aantallen te vermoorden objecten opgegeven, waarna de teams deze personen moesten uitschakelen. De teams, waarvoor veelal ex-misdadigers in ruil voor strafvermindering aangetrokken waren, werkten uitgebreid samen met de politie, plaatselijke fascistische bewegingen, verklikkers en andere collaborateurs.